# Maryam Touzani
Maryam Touzani, née en 1980, est une actrice, une scénariste et une réalisatrice marocaine.

## Biographie
Maryam Touzani est née en 1980 à Tanger où elle passe sa jeunesse. Elle est dans un premier temps journaliste, spécialisée dans le cinéma, après des études à Londres. Puis elle devient scénariste et réalisatrice de courts-métrages et de documentaires. En 2011, son court-métrage Quand ils dorment, est sa première réalisation cinématographique. En 2014, elle filme un documentaire, Sous Ma Vieille Peau consacré à la prostitution au Maroc. En 2015 elle participe au scénario du film Much Loved réalisé par Nabil Ayouch, traitant lui aussi de la prostitution au Maroc, interdit dans les salles par les autorités du pays. Elle réalise ensuite son second court-métrage en 2015, Aya va à la plage, sur le thème de l’exploitation des jeunes enfants comme domestiques,,.
Elle est pour la première fois actrice dans le film Razzia, sorti en 2017, qu’elle co-écrit avec le réalisateur Nabil Ayouch, son époux, et dans lequel elle interprète Salima, l’un des rôles principaux,.
En 2019, elle réalise son premier long-métrage Adam. Ce dernier est sélectionné pour le festival de Cannes, dans la section Un certain regard, remporte plus d'une vingtaine de prix dans le monde, et fait de Maryam Touzani la première femme marocaine à concourir à la course aux Oscars en 2020,,.
Sélectionné au Festival de Cannes 2022 dans la section Un certain regard, Le Bleu du caftan (2022), narrant l'existence difficile d'un homme marié et homosexuel dans une société marocaine répressive, remporte le prix FIPRESCI.
Elle est membre du jury du festival de Cannes 2023 présidé par le cinéaste Ruben Östlund, qui remet la Palme d'or à Anatomie d'une chute de Justine Triet.

## Filmographie

### Réalisatrice et scénariste
- 2011 : Quand ils dorment (court-métrage)
- 2014 : Sous ma vieille peau (documentaire)
- 2015 : Aya va à la plage (court-métrage)
- 2019 : Adam
- 2022 : Le Bleu du caftan
- 2026 : Rue Malaga[11] (Calle Malaga)[12]

### Scénariste et actrice
- 2017 : Razzia de Nabil Ayouch : Salima

### Scénariste
- 2015 : Much Loved de Nabil Ayouch

## Distinction
- Festival du film francophone d'Angoulême 2022 : Valois de la mise en scène pour Le Bleu du caftan[13]